# 神田孝平

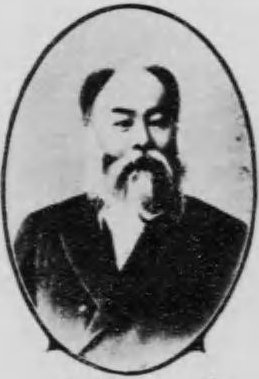
神田孝平

神田 孝平（かんだ たかひら、1830年10月31日（文政13年9月15日） - 1898年（明治31年）7月5日）は、江戸時代末期から明治時代にかけての日本の洋学者、政治家。男爵。号は淡崖。元は諱を孟恪、通称を孝平（こうへい）と名乗っていた。兵庫県令、文部少輔、元老院議官、貴族院議員を歴任した。東京数学会社初代会長。
日本最初の探偵小説の訳者として、神田楽山名義で「和蘭美政録」を訳出。写本で広まり後に、前半の「楊牙児奇談」のみ成島柳北が大幅に手を入れて雑誌に連載後、書籍として刊行。その後博文館の雑誌「日本之法律」に元の稿本に神田自身が多少譯語を変えるなどして掲載されたの事であるが当該雑誌は発見に至って居ない。前半のみ「明治文化全集」翻訳文芸篇に吉野作造の校訂で収録、後半は雑誌「明治文化」の第五巻第九号及び第十号に分載。戦後各種の版本がある。

## 経歴
岩手旗本竹中家家臣神田孟明の側室の子として、美濃国不破郡岩手村（現・岐阜県不破郡垂井町岩手）に生まれた。牧善輔・松崎慊堂らに漢学を、杉田成卿・伊東玄朴に蘭学を学ぶ。文久2年（1862年）、幕府蕃書調所教授となり慶応4年（1868年）3月4日には同頭取に昇進。教え子に箕作麟祥、箕作大六、外山捨八らがいた。
江戸開城後の明治元年（1868年）に明治政府に1等訳官として招聘される。明治4年（1871年）11月20日に兵庫県令（現在の兵庫県知事）に就任し、明治9年（1876年）9月3日まで務める。その間、明治3年（1870年）頃より地租改正を建議するとともに農民の土地売買の自由を唱えるなど当時としては画期的な提案を行い、同8年（1875年）の地方官会議では幹事役を務めて、後の公選民会の実現に貢献する。明治7年（1876年）に元老院議官就任。1877年には数学の近代化の必要性から柳楢悦とともに東京数学会社を設立。
明治23年（1890年）に貴族院議員に選出される。同年10月20日、錦鶏間祗候となる。明治31年（1898年）、死に際して男爵に叙任される。脊髄病のため死去。墓所は谷中霊園。

## 人物
- 民選論の理論家としても知られる。明六社の一員であり、東京学士会院の会員でもある。
- 養子の乃武は東京外国語学校の初代校長。
- すでに失われて、この世に存在しないと思われていた「蘭学事始」の大槻家の写本を、偶然に湯島の露天で見つけた[7]。

## 栄典
位階
- 明治2年9月20日 - 従五位
- 1876年（明治9年）10月19日 - 従四位[8]
- 1885年（明治18年）10月1日 - 正四位[9]
- 1886年（明治19年）10月20日 - 従三位[10]
- 1894年（明治27年）5月21日 - 正三位[11]

勲章等
- 1882年（明治15年）6月17日 - 勲三等旭日中綬章
- 1887年（明治20年）11月25日 - 勲二等旭日重光章
- 1898年（明治31年）7月4日 - 男爵[12]

## 著作
- 『評点 経世余論』 土居光華批評、正栄堂、1879年10月
- 『淡崖遺稿』 神田乃武編、神田乃武、1910年7月
- 『福沢諭吉・神田孝平集』 加田哲二解題、誠文堂新光社〈近世社会経済学説大系〉、1936年3月
- 「神田孝平篇」（大久保利謙編 『明治文学全集 3 明治啓蒙思想集』 筑摩書房、1967年1月、ISBN 4480103031）
- 『神田孝平 : 研究と史料』 本庄栄治郎編著、経済史研究会〈経済史研究会叢刊〉、1973年11月

著書・編書
- 『農商弁』
  - 吉野作造編輯代表 『明治文化全集 第九巻 経済篇』 日本評論社、1929年8月 ／ 明治文化研究会編 『明治文化全集 第十二巻 経済篇』 日本評論新社、1957年1月 ／ 明治文化研究会編 『明治文化全集 第十巻 経済篇』 日本評論社、1992年7月、ISBN 4535042500
  - 三枝博音、清水幾太郎編 『日本哲学思想全書 第18巻 経済篇』 平凡社、1957年5月
  - 本庄栄治郎編 『先学遺文』 経済史研究会〈経済史研究会叢刊〉、1971年6月
- 『数学教授本 巻一』 求故堂
  - 日本科学史学会編 『日本科学技術史大系 第8巻 教育1』 第一法規出版、1964年12月 - 抄録
- 『田税新法』 1872年
  - 前掲  『明治文化全集 第九巻 経済篇』 ほか
  - 中村政則ほか校注 『日本近代思想大系 8 経済構想』 岩波書店、1988年10月、ISBN 4002300080
- 『世事要言』 鳩居堂、1873年12月
- 『頼山陽実甫帖』 神田孝平、1879年3月
- Notes on Ancient Stone Implements, &c., of Japan. translated by N. Kanda, 1884.
- 『日本大古石器考』 叢書閣、1886年4月
  - 『日本大古石器考』 第一書房〈復刻日本考古学文献集成〉、1983年10月

訳書
- 『経済小学』 神田孝平、1867年（上下2冊）
  - 前掲 『明治文化全集 第九巻 経済篇』 ほか
  - 前掲 『先学遺文』
  - 井上琢智編集・解説 『幕末・明治初期邦訳経済学書 1』 ユーリカ・プレス、2006年
- 『和蘭政典 千八百四十八年校定』 1869年（上下2冊）
- 『泰西 商会法則』 1869年
  - 前掲  『明治文化全集 第九巻 経済篇』 ほか
- 『性法略』 求故堂、1871年
  - 吉野作造編輯代表 『明治文化全集 第八巻 法律篇』 日本評論社、1929年5月 ／ 明治文化研究会編 『明治文化全集 第十三巻 法律篇』 日本評論新社、1957年3月 ／ 明治文化研究会編 『明治文化全集 第九巻 法律篇』 日本評論社、1992年7月、ISBN 4535042497
- 『星学図説』 中外堂、1871年（上下2冊）
- 『和蘭 邑法』 文部省、明治5年（上下2冊）
  - 大井憲太郎ほか訳 『合巻 仏蘭西邑法・和蘭邑法・皇国郡区町村編制法』 信山社〈日本立法資料全集〉、2015年5月、ISBN 9784797269413
- 『和蘭 司法職制法』 文部省、1872年
- 『和蘭 州法』 文部省、1872年
- 『和蘭美政録 楊牙児奇談』 成島柳北共編、広文堂、1886年12月 ／ 薫志堂、1887年10月
  - 吉野作造編輯代表 『明治文化全集 第十四巻 翻訳文芸篇』 日本評論社、1927年10月 ／ 明治文化研究会編  『明治文化全集 第二十二巻 翻訳文芸篇』 日本評論社、1967年11月 ／ 明治文化研究会編 『明治文化全集 第十五巻 翻訳文芸篇』 日本評論社、1992年10月、ISBN 4535042551
  - 西田耕三編 『日本最初の翻訳ミステリー小説 : 吉野作造と神田孝平』 耕風社〈みやぎ文学館ライブラリー〉、1997年10月
  - 川戸道昭、榊原貴教編 『復刻版 明治の翻訳ミステリー 翻訳編第一巻 ミステリー小説の曙』 五月書房〈明治文学復刻叢書〉、2001年5月、ISBN 4772703519
  - 岡照雄ほか校注 『新日本古典文学大系 明治編15 翻訳小説集2』 岩波書店、2002年1月、ISBN 4002402150

## 関連文献
- 神田乃武編輯 『神田孝平略伝』 神田乃武、1910年7月
- 前掲 『神田孝平 : 研究と史料』
- 角田芳昭 「明治文化の貢献者神田孝平翁」（関西大学博物館学課程編著 『阡陵 関西大学博物館学課程創設二十周年記念特集』 関西大学考古学等資料室、1982年5月）
  - 「神田孝平書簡について」（『関西大学考古学等資料室紀要』第2号、1985年3月）
  - 「東京学士会院会員神田孝平」（『関西大学考古学等資料室紀要』第3号、1986年3月）
  - 「神田孝平の翻訳文献について」（『関西大学考古学等資料室紀要』第4号、1987年3月）
  - 「兵庫県令神田孝平」（横田健一先生古稀記念会編 『横田健一先生古稀記念 文化史論叢』 創元社、1987年3月）
  - 「学史上に見る神田孝平蒐集考古学資料論考」（網干善教先生華甲記念会編 『網干善教先生華甲記念考古学論集』 網干善教先生華甲記念会、1988年9月）
  - 「『日本大古石器考』資料論考」（斎藤忠先生頌寿記念論文集刊行会編 『考古学叢考 上巻』 吉川弘文館、1988年10月、ISBN 4642076565）
  - 「神田孝平の官歴について」（『関西大学考古学等資料室紀要』第6号、1989年3月）
  - 「神田孝平の『地租改正』建議」（『関西大学考古学等資料室紀要』第7号、1990年3月）
- 中野目徹 「神田孝平」 伊藤隆、季武嘉也編 『近現代日本人物史料情報辞典』 吉川弘文館、2004年7月、ISBN 4642013415
- 南森茂太著 『「民」を重んじた思想家神田孝平 : 異色の官僚が構想した、もう一つの明治日本』 九州大学出版会、2022年7月、ISBN 9784798503349
- 山室信一、中野目徹校注 『明六雑誌』 岩波書店〈岩波文庫〉、1995年5月-2009年8月（全3巻）
- 丸山健夫著 『筆算をひろめた男 : 幕末明治の算数物語』 臨川書店、2015年3月、ISBN 9784653042259

## 関連作品
小説
- 尾崎護著 『低き声にて語れ : 元老院議官神田孝平』 新潮社、1998年4月、ISBN 4104229016